# Crazy Horse Memorial
Het Crazy Horse Memorial is een monument dat sinds 1948 wordt uitgehouwen in het graniet van de Black Hills in de Amerikaanse staat South Dakota, ter ere van de 19e-eeuwse Lakota-leider Crazy Horse. Wanneer het af is, zal het Crazy Horse rijdend op een galopperend paard uitbeelden. Het beeld zal 195 meter lang en 172 meter hoog worden. De bouw wordt gefinancierd met giften.
In 1939 werd de beeldhouwer Korczak Ziółkowski door Siouxleider Henry Standing Bear benaderd om een ontwerp te maken. Ziółkowski had al bijgedragen aan de bouw van Mount Rushmore. De bouw van het monument startte in 1948. Het gezicht van Crazy Horse werd afgewerkt in 1998. Het is niet duidelijk wanneer het beeld af zal zijn.
Elk jaar wordt er een mars naar het beeld gehouden. Ook zijn er explosies waarbij het publiek wordt uitgenodigd om te zien hoe een deel van de rotsen wordt weggeblazen.
Er is ook kritiek op het project vanuit de Siouxgemeenschap. Zo zou Crazy Horse zich nooit hebben willen laten fotograferen of afbeelden. Het zou daarom niet gepast zijn om een beeldhouwwerk van hem te maken.